# Action Hero
Action Hero es una película de acción y comedía protagonizada por Brian Thompson, Mark Dacascos y Marisa Ramirez, y dirigida por el mismo actor Brian Thompson en el año 2010.

## Sinopsis
Un escritor llamado Clouseau (Mark Dacascos), fue el encargado de dirigir la película Action Hero, que narra el mito y el rumor de Hollywood, doblando así una creciente serie de contratiempos. Sus actores son inútiles para la película, ya que en la película debería de ser de acción y violencia, pero los actores son inútiles para una película de acción y violencia, por eso la cambiaron a una película de comedia. Entre los actores principales de Action Hero están: Vardell Duseldorfer (Brian Thompson), Maria (Marisa Ramirez) y el malvado Sir Jeffrey (Ian Patrick Williams), contando con el guion del escritor Clouseau y en la producción de Burton.
Ahora el escritor Clouseau deberá llegar al final de la historia en seis días u ocho a más tardar, ya que al ser el director tendrá que lidiar con el reparto de Action Hero. Es su ocasión de hacer realidad su gran sueño: dirigir. 

## Reparto
| Personajes          | Actores              | Notas              |
| ------------------- | -------------------- | ------------------ |
| Escritor Clouseau   | Mark Dacascos        |                    |
| Vardell Duseldorfer | Brian Thompson       |                    |
| Maria               | Marisa Ramirez       |                    |
| Sir Jeffrey         | Ian Patrick Williams |                    |
| Pintor              | Lee Garlington       |                    |
| AD                  | Carl Ciarfalio       |                    |
| Productor Burton    | Gary Graham          |                    |
| Sue                 | Lorielle New         |                    |
| Best Boy            | Adam J. Smith        |                    |
| Salma Hayek         | Leslie Garza         |                    |
| Kilborn             | Craig Kilborn        |                    |
| El mismo            | Kevin Sorbo          | Aparición especial |
| ¿?                  | Michael Puttonen     |                    |
| Prop Guy            | Chuck Abernathy      |                    |
| Dancer              | Noelle Locke         |                    |
| ¿?                  | Raquel Brussolo      |                    |
| Crazed Fan          | Melanie Camp         |                    |
| Reportero           | Bacha Chilaia        |                    |
| FX                  | Lee Cole             |                    |
| Vardell's           | Chris Winters        |                    |
| Vladimir            | Dan M. Friedman      |                    |
| ¿?                  | Ryan Lester          | cameo              |
| Paparazzi           | Yeena Fisher         | sin créditos       |